# 스탁빌

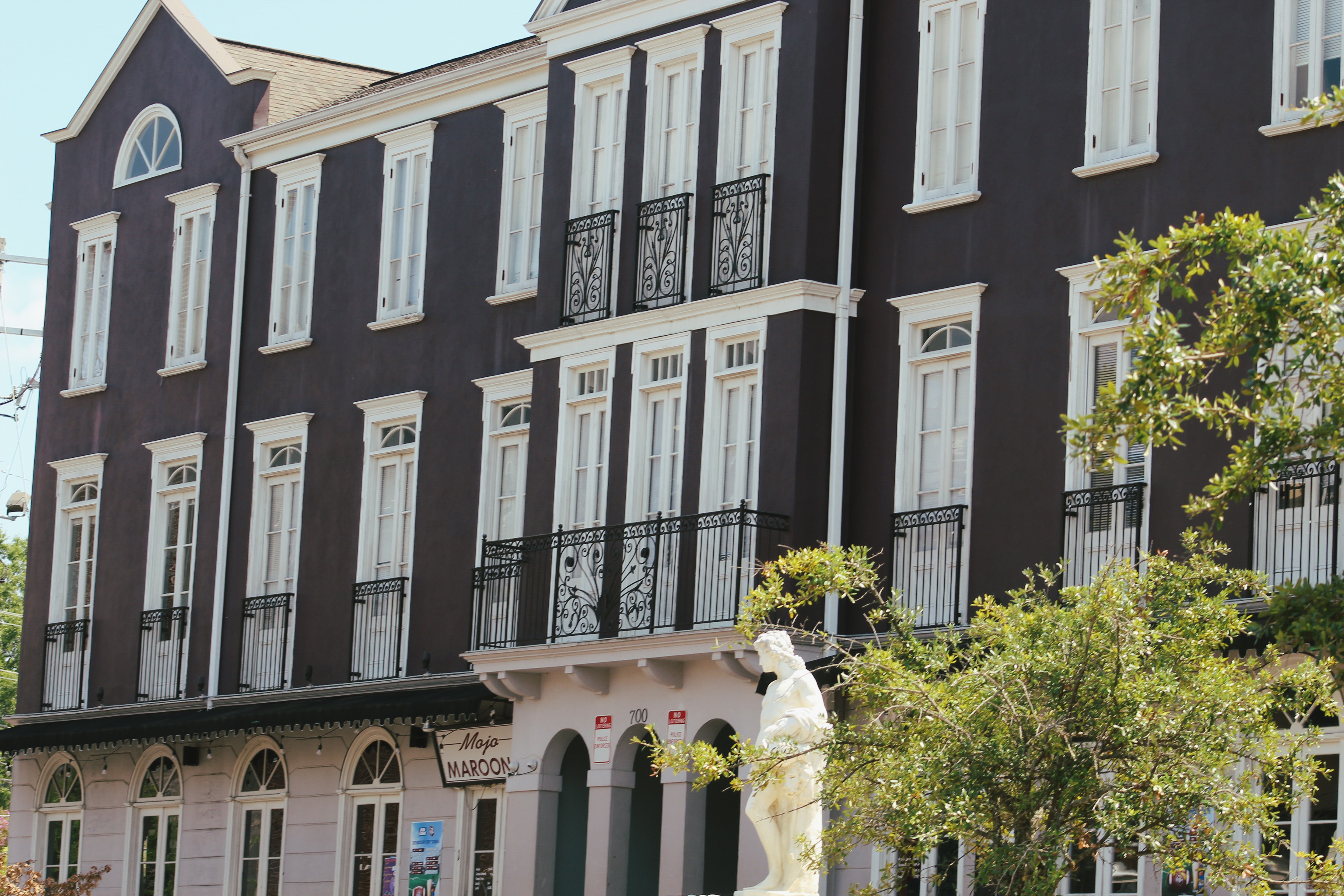

스탁빌(Starkville)은 미국 미시시피주의 도시이다. 이 도시는 옥티베하군의 군청 소재지(county seat)이다. 스탁빌은 마이크로폴리탄(인구가 10,000 명에서 49,999 명 사이)으로 분류되며 전 지역은 옥티베하 군 안에 포함된다. 2010년 인구조사에서 스탁빌 인구는 23,888명이었다. 미시시피 주립 대학교가 스탁빌 바로 동쪽에 위치한다.
스탁빌은 북동부 미시시피의 골든 트라이앵글이라 불리는 지역을 이루며 이는 스탁빌, 콜럼버스, 그리고 웨스트 포인트를 의미한다.
미시시피 주립 대학교 캠퍼스는 스탁빌의 동쪽과 접해있다. 2011년 가을 기준, MSU는 미시시피 주의 가장 큰 대학교로 20,424 명의 학생과, 4,000명 이상의 대학원생, 그리고 1,300 명 이상의 스탭이 있다. 이 대학은 또한 미시시피 주의 가장 큰 고용주이다.학생들은 목련 영화제 (Magnolia Film Festival)의 준비된 관객이기도 하다. 이 축제는 매 2월에 열리며, 미시시피에서 가장 오래된 영화제이다. 스탁빌에서 열리는 다른 주요 행사이며 MSU 학생들에게 매우 지지 받는 행사로는 Dudy Gras Parade, Cotton District Arts Festival, Super Bulldog Weekend, Old Main Music Festival, Ragtime & Jazz Music Festival, 그리고 Bulldog Bash 등이 있다.

## 지리
지리 스탁빌의 위치는 33°27′45″N 88°49′12″W (33.462471, -88.819990)이다.
도시의 총 면적은 66.9 km2(25.8 평방 마일)이며, 66.5 km2(25.7 평방 마일) 은 땅이고 0.4 km2(0.2 평방 마일) 은 물이다.
82번 US 고속도로와 12번 25번 미시시피 고속도로가 스탁빌을 관통하는 주요도로이다. 일정에 따라 운항되며 이용이 가능한 가장 가까운 공항은 GTR 공항 (Golden Triangle Regional Airport)이다. 조지M브라이언 필드(KSTF)는 스탁빌의 일반 비행(General aviation) 공항이다. 이 지역에는 여러 개인 소유의 활주로가 있다.

### 기후
| 스탁빌 (미시시피 주립 대학교)의 기후                             | 스탁빌 (미시시피 주립 대학교)의 기후 | 스탁빌 (미시시피 주립 대학교)의 기후 | 스탁빌 (미시시피 주립 대학교)의 기후 | 스탁빌 (미시시피 주립 대학교)의 기후 | 스탁빌 (미시시피 주립 대학교)의 기후 | 스탁빌 (미시시피 주립 대학교)의 기후 | 스탁빌 (미시시피 주립 대학교)의 기후 | 스탁빌 (미시시피 주립 대학교)의 기후 | 스탁빌 (미시시피 주립 대학교)의 기후 | 스탁빌 (미시시피 주립 대학교)의 기후 | 스탁빌 (미시시피 주립 대학교)의 기후 | 스탁빌 (미시시피 주립 대학교)의 기후 | 스탁빌 (미시시피 주립 대학교)의 기후 |
| 월                                                               | 1월                                  | 2월                                  | 3월                                  | 4월                                  | 5월                                  | 6월                                  | 7월                                  | 8월                                  | 9월                                  | 10월                                 | 11월                                 | 12월                                 | 연간                                 |
| ---------------------------------------------------------------- | ------------------------------------ | ------------------------------------ | ------------------------------------ | ------------------------------------ | ------------------------------------ | ------------------------------------ | ------------------------------------ | ------------------------------------ | ------------------------------------ | ------------------------------------ | ------------------------------------ | ------------------------------------ | ------------------------------------ |
| 역대 최고 기온 °C (°F)                                           | 27 (81)                              | 31 (88)                              | 34 (94)                              | 34 (93)                              | 38 (100)                             | 41 (105)                             | 44 (111)                             | 42 (108)                             | 43 (109)                             | 37 (99)                              | 32 (90)                              | 28 (82)                              | 44 (111)                             |
| 일평균 최고 기온 °C (°F)                                         | 12.3 (54.1)                          | 14.8 (58.6)                          | 19.3 (66.8)                          | 23.9 (75.0)                          | 28.1 (82.5)                          | 31.6 (88.8)                          | 33.2 (91.7)                          | 33.2 (91.7)                          | 30.4 (86.8)                          | 25.0 (77.0)                          | 18.6 (65.4)                          | 13.8 (56.9)                          | 23.7 (74.6)                          |
| 일일 평균 기온 °C (°F)                                           | 6.5 (43.7)                           | 8.6 (47.4)                           | 12.8 (55.1)                          | 17.3 (63.2)                          | 22.1 (71.8)                          | 26.1 (78.9)                          | 27.8 (82.0)                          | 27.3 (81.2)                          | 24.2 (75.6)                          | 17.9 (64.3)                          | 11.9 (53.4)                          | 8.0 (46.4)                           | 17.6 (63.6)                          |
| 일평균 최저 기온 °C (°F)                                         | 0.7 (33.2)                           | 2.3 (36.2)                           | 6.3 (43.3)                           | 10.7 (51.3)                          | 16.1 (61.0)                          | 20.6 (69.0)                          | 22.3 (72.2)                          | 21.5 (70.7)                          | 17.9 (64.3)                          | 10.9 (51.7)                          | 5.3 (41.5)                           | 2.2 (35.9)                           | 11.4 (52.5)                          |
| 역대 최저 기온 °C (°F)                                           | −21 (−6)                             | −24 (−12)                            | −12 (11)                             | −7 (20)                              | −1 (31)                              | 5 (41)                               | 11 (52)                              | 11 (52)                              | 3 (37)                               | −3 (26)                              | −12 (10)                             | −22 (−8)                             | −24 (−12)                            |
| 평균 강수량 mm (인치)                                            | 139 (5.48)                           | 157 (6.18)                           | 136 (5.37)                           | 154 (6.07)                           | 107 (4.23)                           | 117 (4.59)                           | 115 (4.51)                           | 107 (4.21)                           | 95 (3.74)                            | 98 (3.86)                            | 112 (4.42)                           | 135 (5.32)                           | 1,473 (57.98)                        |
| 평균 강설량 cm (인치)                                            | 0.76 (0.3)                           | 0.51 (0.2)                           | 0.0 (0.0)                            | 0.0 (0.0)                            | 0.0 (0.0)                            | 0.0 (0.0)                            | 0.0 (0.0)                            | 0.0 (0.0)                            | 0.0 (0.0)                            | 0.0 (0.0)                            | 0.0 (0.0)                            | 0.0 (0.0)                            | 1.3 (0.5)                            |
| 평균 강수일수 (≥ 0.01 인치)                                      | 11.4                                 | 10.6                                 | 10.4                                 | 9.0                                  | 9.7                                  | 10.7                                 | 9.8                                  | 9.7                                  | 6.5                                  | 7.1                                  | 8.9                                  | 10.3                                 | 114.1                                |
| 평균 강설일수 (≥ 0.1 인치)                                       | 0.2                                  | 0.1                                  | 0.0                                  | 0.0                                  | 0.0                                  | 0.0                                  | 0.0                                  | 0.0                                  | 0.0                                  | 0.0                                  | 0.0                                  | 0.0                                  | 0.3                                  |
| 출처: 미국 해양대기청 (평년값: 1991년~2020년, 극값: 1891년~현재) |                                      |                                      |                                      |                                      |                                      |                                      |                                      |                                      |                                      |                                      |                                      |                                      |                                      |

## 인구통계
| 인구조사              | 인구   | Note  | %±     |
| --------------------- | ------ | ----- | ------ |
| 1870년                | 475    |       | —      |
| 1880년                | 1,500  |       | 215.8% |
| 1890년                | 1,725  |       | 15.0%  |
| 1900년                | 1,986  |       | 15.1%  |
| 1910년                | 2,698  |       | 35.9%  |
| 1920년                | 2,596  |       | −3.8%  |
| 1930년                | 3,612  |       | 39.1%  |
| 1940년                | 4,900  |       | 35.7%  |
| 1950년                | 7,107  |       | 45.0%  |
| 1960년                | 9,041  |       | 27.2%  |
| 1970년                | 11,369 |       | 25.7%  |
| 1980년                | 16,139 |       | 42.0%  |
| 1990년                | 18,458 |       | 14.4%  |
| 2000년                | 21,869 |       | 18.5%  |
| 2010년                | 23,888 |       | 9.2%   |
| 2019 (추산)           | 25,653 | [ 3 ] | 7.4%   |
| U.S. Decennial Census |        |       |        |

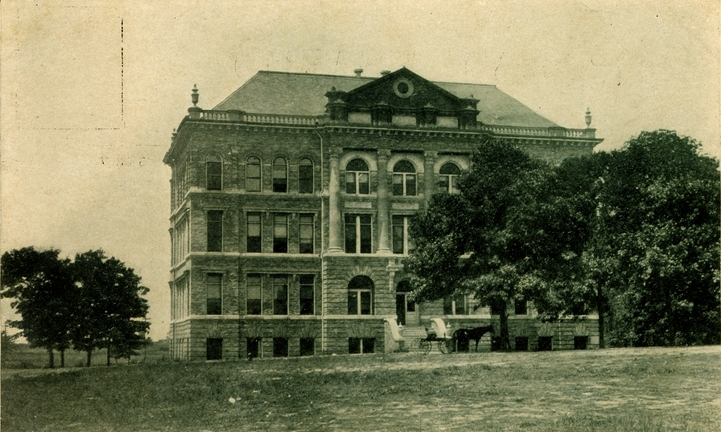
몽고메리홀(Montgomery Hall)은 미국 역사적인 장소 목록에 등록된 스탁빌의 22개 장소 중 하나이다.

 2000년도 인구조사에서, 스탁빌에는 21,869명의 인구, 9,462 가정, 4,721 가족이 있었다. 인구 밀도는 328.7 /km2(851.4/평방 마일)이었다. 인종별 구성에서는 백인 64.60%, 흑인 30.02%, 미국 원주민 0.15% , 아시아인 3.75%, 태평양 제도민 0.04%, 다른 인종 0.80%와 둘 이상 혼혈은 0.80%였다. 히스패닉 또는 라틴계는 인구의 1.34%였다.

### 종교
스탁빌은 다양한 국가에서 오는 학생들이 있는 미시시피 주립 대학교의 영향으로 거의 모든 종교를 수용하며, 80 곳이 넘는 종교시설이 있다. 2007년 10월 기준, 거의 절반(49.74%)의 스탁빌 인구는 종교가 있었으며 그 중 41.59%는 스스로를 개신교도라고 칭했다. 침례교(25%)와 감리교(11%)가 어느정도의 비율로 있다. 스탁빌에는 적은 비율로 가톨릭, 힌두, 후기성도(몰몬교도), 이슬람 교도들이 있다.

#### 한인 종교시설
스탁빌에는 유일한 한인 종교시설로  스탁빌 한인 장로교회 가 있다.